# Webcamseks

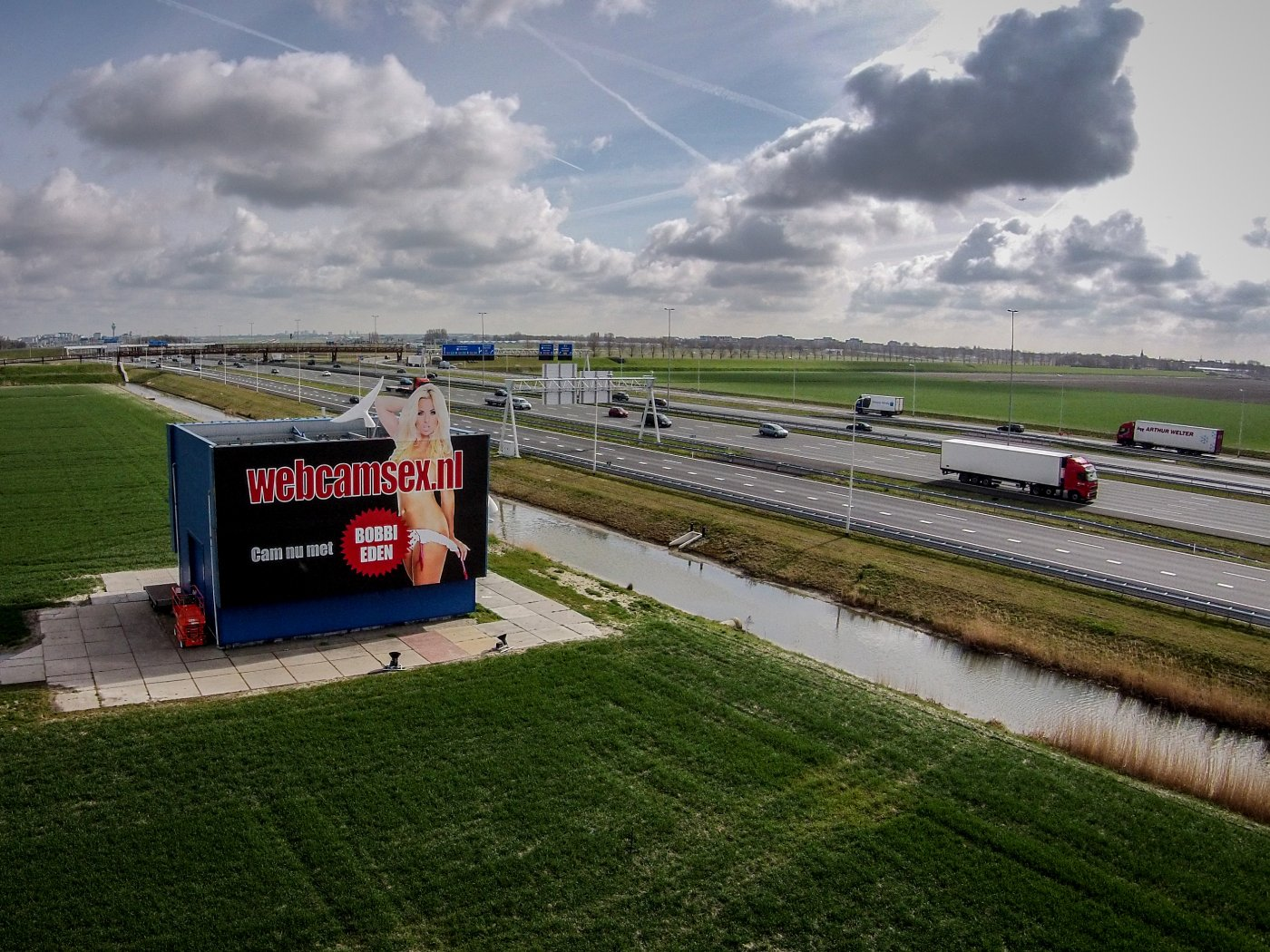
Billboard van Bobbi Eden voor Webcamsex.nl

Webcamseks is een vorm van cyberseks, namelijk seksualiteit via een webcam, al of niet interactief, al of niet wederzijds, met of zonder geluid en al of niet tegen betaling . Bij internationale webcamseks tegen betaling spreekt men ook wel webcamsekstoerisme (bij betaling voor het zien van een minderjarige: webcamkindersekstoerisme).
Via verschillende websites bieden camwerkers zich aan om achter een webcam seksuele handelingen te verrichten met zichzelf met het doel de betalende bezoeker van de website te vermaken.

## Nederland
Doordat Nederland een land is met de hoogste breedbandaansluiting ter wereld bloeit de industrie van webcamvermaak. Registreren als webcamgirl is legaal en eenvoudig. De verdiensten zijn belastbaar inkomen.
Webcamseks kan soms strafbaar zijn doordat uitgangspunt bij het seksuele strafrecht is dat gedragingen in de offline wereld en in de online wereld even strafwaardig zijn.
Webcamseks met een minderjarige, ook wel aangeduid als kinderwebcamsekstoerisme, een vorm van kindersekstoerisme, zou onder meer strafbaar kunnen zijn op basis van artikel 252 van het Wetboek van Strafrecht (kinderporno) als er screenshots of andere opnamen van worden gemaakt, of het bijwonen van een kinderpornografische voorstelling (artikel 253).

## Betaling
De webcammers staan geregistreerd op een site. De bezoekers kunnen daar dan tegen betaling inloggen bij een vrouw of man. Hij/zij krijgt de vrouw of man dan live te zien op de webcam. De betaling geschiedt bijvoorbeeld via een 0906-nummer dat men moet bellen om een beeld te krijgen van de opname met de webcam, of met de creditcard.

## Fakers
Camgirls en -boys wekken vaak ergernis op wanneer ze zich als fakers op een chatsite begeven. Ze doen zich hier voor als 'gewone' chatters en proberen dan een 'normaal' gesprek aan te knopen. Wanneer het gesprek een erotische wending krijgt, al dan niet op initiatief van de camgirl, zal zij de ander uitnodigen haar website te bezoeken. Wanneer dan ook nog wordt verbloemd dat de dienst niet gratis is en gezegd wordt dat het invoeren van creditcardgegevens 'slechts' dient voor 'leeftijdscontrole', kan men spreken van oplichting. Dit kan veel ergernis onder chatters geven, op sommige sites blijkt de helft of meer van de aangesproken personen uiteindelijk een camgirl of -boy te zijn.

## Webcamkindersekstoerisme
Webcamkindersekstoerisme is het hebben van webcamseks met minderjarigen, en wordt als een vorm van (kinder)sekstoerisme gezien. Vaak betreft het hier armere landen waar minderjarigen als een vorm van kinderarbeid gedwongen worden voor de webcam seksuele handelingen bij zichzelf (of soms met een ander) te verrichten tegen betaling. De kinderen moeten daarbij lange werkdagen maken. Bovendien komen ze vaak ook in contact met drugs en raken ze verslaafd.
Hoewel hier geen fysiek contact aan te pas komt, is dit toch zeer traumatiserend voor kinderen. Naast de trauma´s van het misbruik zelf leren ze dat seks een (vaak de enige) manier is om een inkomen te verwerven. Vaak ontstaat een dader-slachtoffercyclus en gaan de kinderen op latere (maar nog steeds vrij jonge leeftijd) zelf hun jongere familieleden klaarstomen voor webcamseks en later fysieke prostitutie. Vanaf dat moment worden ze ook door de autoriteiten in geval van ontdekking niet langer als slachtoffer maar als dader beschouwd en hard bestraft. Ook wordt er uiteindelijk overgegaan op fysieke kinderprostitutie voor sekstoeristen die het land bezoeken.